# Pagrus africanus
Pagrus africanus är en fiskart som beskrevs av Akazaki 1962. Pagrus africanus ingår i släktet Pagrus och familjen havsrudefiskar. Inga underarter finns listade i Catalogue of Life.